# ناحیه حداده
ناحیه حداده (به عربی: دائرة الحدادة) یک ناحیه در الجزایر است که در استان سوق اهراس واقع شده‌است. ناحیه حداده ۱۹٬۴۸۷ نفر جمعیت دارد.